# Haze (Film)
Haze ist ein von Shin’ya Tsukamoto produzierter, verfasster, gedrehter, gespielter und mit DV aufgenommener Kurzfilm von 2005.

## Inhalt
Ein Mann findet sich alleine, ohne Erinnerung und Wissen über seine Situation in einem körperengen, länglichen, dunklen Betonraum wieder, und wird durch eine mysteriöse, undefinierte Gewalt am Bauch verletzt. Immer wieder bricht er aufgrund seiner Lage in Panik und Verzweiflung aus. Er zwängt sich durch immer weitere, beklemmende Metall-Betonräume, wo ihm teilweise durch die Räumlichkeiten Gewalt widerfährt. So ist ein Raum so eng, dass er mit seinen Zähnen an einem Metallrohr entlang schleifen muss, um sich seitwärts fortzubewegen. Auf dem Boden befinden sich spitze, nagelartige Vorrichtungen und auch der Vorsprung, auf dem er sich mit den Händen festklammert, um den Druck auf seine Füße zu verringern, ist mit spitzen Gegenständen gespickt. Er beobachtet später durch ein Loch sich seltsam verhaltende Männer, die kurz daraufhin von einer unbekannten Kraft zerfetzt werden. Immer wieder halluziniert er, u. a. von einem Feuerwerk, oder hört eine weibliche Stimme. Er trifft später in einen Raum mit unzähligen Leichenteilen eine lebende, ebenfalls am Bauch verletzte Frau, die wie er keine Erinnerung und Ahnung besitzt, was in diesem Betonlabyrinth vor sich geht. Sie beraten über ihre Lage. Die Frau plant einen Kanal weiter zu gehen, der mit blutroten Wasser, in dem sich Leichenteile befinden, gefüllt ist. Nur zögerlich begleitet der Mann die Frau. Der Kanal steht weiter unten zur Gänze unter Wasser. Die Frau entscheidet sich, weiter zu tauchen, der Mann folgt. Er taucht alleine auf und klettert einen Schacht hinauf, der oben versperrt ist. Er stößt ihn mit den Kopf auf und erblickt erstmals warmes Licht und das Zimmer einer Wohnung. Er sieht eine blutige Hand hinter einem Einrichtungsgegenstand hervor blicken, die wie sich herausstellt der ebenfalls lebenden Frau gehört, die er nun als seine Frau erkennt. Er ruft den Notruf. Es folgt eine Szene, in der der Mann sichtlich gealtert auf einem Dach zwischen weißen Tüchern, die zum Trocknen aufgehängt wurden, und den blauen Himmel umherwandert. Darauf folgt eine Szene, wo Mann und Frau – wieder im bisherigen Alter – lachend zusammen sitzen, und ein Feuerwerk zu hören und in der wechselnden Beleuchtung ihrer Gesichter zu sehen ist.

## Kritik
„Shot with a DV camera and released theatrically in a 49-minute version, "Haze" … resembles Tsukamoto's previous investigations into extremes of pain, rage and general madness, but it is also an experiment in minimalist technique and narrative. It's one tiny camera filming one desperate man with only one objective: escape. … In filming his trapped hero up close Tsukamoto had to use outside light and open one side of his concrete hellhole, giving him -- and us -- metaphorical breathing space.“

„The 49-minute horror film Haze is not for the claustrophobic. … The first half of the movie is scarier than the second. … Once the man finds companionship, Haze loses its terrifying grip, and the scenario suggests a Japanese horror adaptation of Samuel Beckett's Happy Days. But when the couple discover a possible exit, the film loses its metaphysical dimension and turns into a banal escape drama.“

## Digital Short Films by Three Filmmakers 2005
Auf dem Jeonju International Film Festival (Südkorea) wurde am 28. April 2005 eine 24-minütige Fassung des Films gezeigt. Das Festival lädt seit 2000 alljährlich drei Regisseure ein, im Rahmen eines Projekts (Digital Short Films by Three Filmmakers) zu einem vorgegebenen Thema im Digitalformat zu drehen und stellt dafür jedem Regisseur $50,000 zur Verfügung. Neben Tsukamoto lieferten der Südkoreaner Song Il-gon und der Thailänder Apichatpong Weerasethakul Beiträge.
In späteren Aufführungen und Veröffentlichungen besitzt der Film eine Laufzeit von 49 Minuten.

## Film Festivals
- Jeonju International Film Festival (28. April 2005)
- New York Film Festival (1. Oktober 2005)
- Viennale 2005 (in Form von Digital Short Films by Three Filmmakers 2005)
- Lyon Asiexpo Film Festival (12. November 2005)
- FilmAsia Festival (3. Dezember 2005)
- Cologne Cineasia Film Festival (10. Dezember 2005)
- Mar del Plata Film Festival (11. März 2006)
- Dead by Dawn Horror Film Festival (21. April 2006)